# Germaine (affluent de la Somme)
Pour les articles homonymes, voir Germaine.
La Germaine est une rivière du nord de la France, à l'est du département de la Somme, un affluent de la Somme en rive droite.

## Hydronymie et Histoire

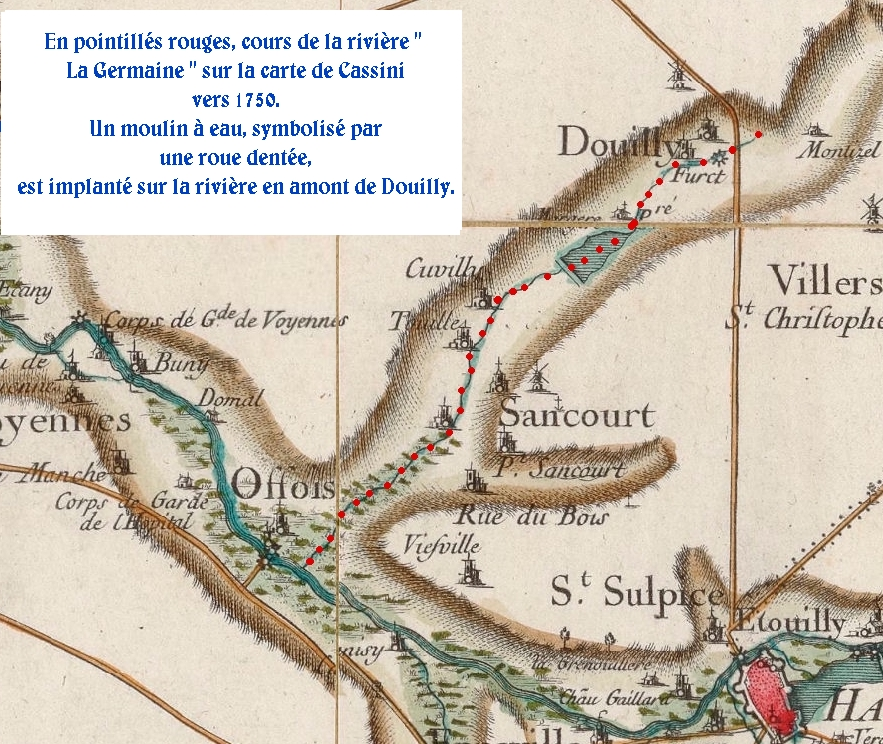
Cours de la Germaine vers 1750 sur la Carte de Cassini.

Le village de Germaine a donné son nom à la rivière, « La Germaine prenait autrefois naissance à Étreillers (Aisne); elle parcourait alors une distance de 16 km 
et formait plusieurs étangs avant de se jeter dans la Somme à Offoy. Mais les rétrogradations successives 
des eaux qui l'alimentent ont réduit son cours de plus de moitié. Aujourd'hui, elle n'est plus qu'un ruisseau
dont les sources émergent dans la prairie même de Douilly » (Hector Josse - 1888) .

## Géographie
La Germaine prend sa source sur le territoire de la commune de Douilly, au sud de Douilly, à l'altitude  dans le département de la Somme.
Au terme d'un parcours de 6,7 kilomètres dans le département de la Somme, orienté sud-ouest, elle se jette dans la Somme à Offoy, en face du Domaine des Iles (parc de loisirs) et du Marais, à l'altitude 56 mètres.

### Communes et canton traversés
Dans le seul département de la Somme, la Germaine traverse trois communes et un canton :
- - dans le sens amont vers aval - Douilly (source), Sancourt et Offoy (embouchure).

Son cours est donc entièrement dans le canton de Ham.
La commune de l'Aisne, Germaine n'est donc pas sur le cours d'eau en question mais est bien dans la même vallée sèche par perte d'eau -sauf en cas de crue - qui continue aussi jusqu'à Vaux-en-Vermandois et même, en passant par Étreillers, jusqu'au bois de Holnon près du lieu-dit Attily - bien visible sur la carte de Cassini, -.

### Bassin versant
La Germaine traverse une seule zone hydrographique « Canal de la Somme l'écluse numéro 11 Froissy à l'écluse numéro 12 Méricourt » (E635).

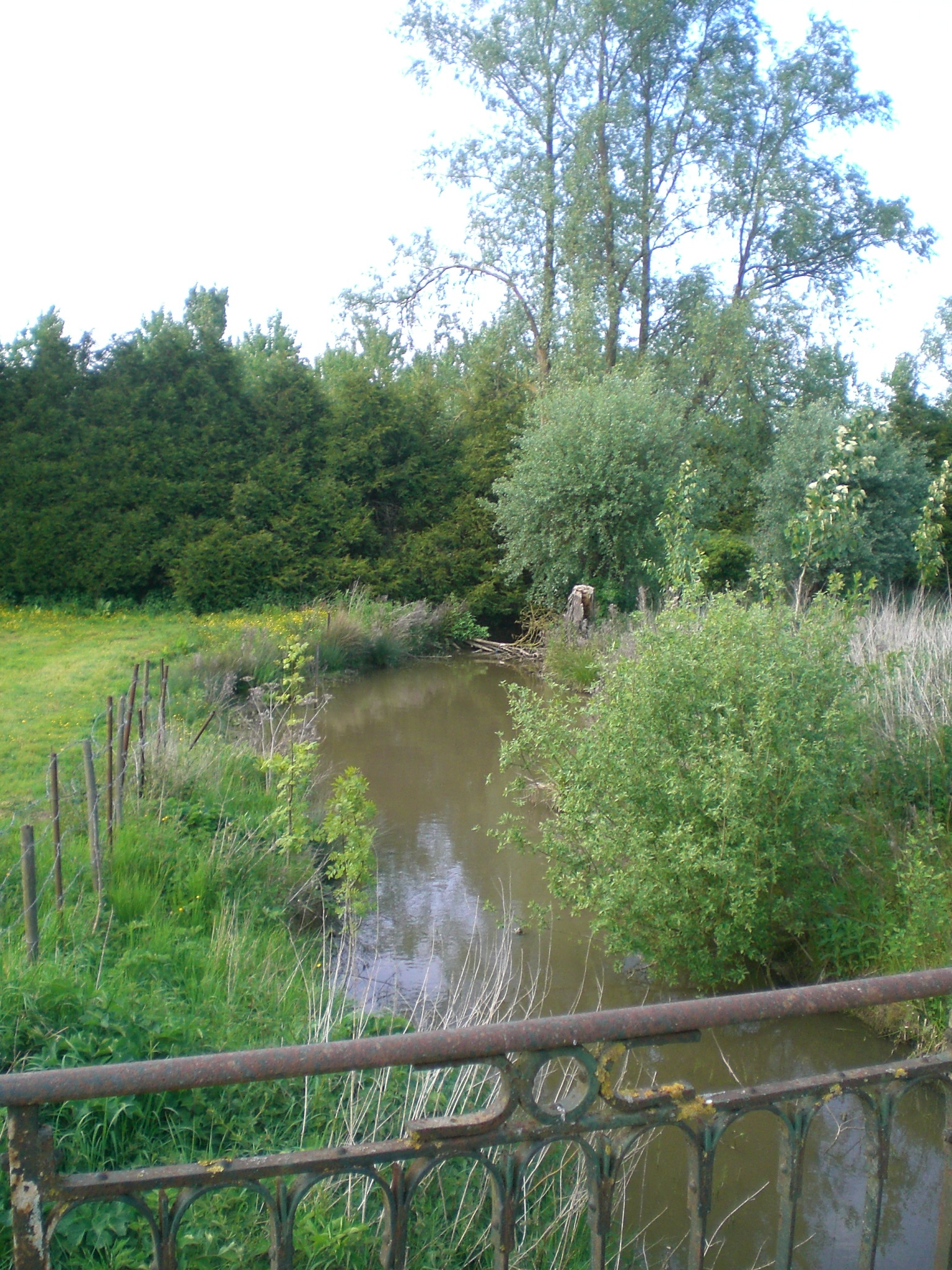
La Germaine à Douilly en 2010.
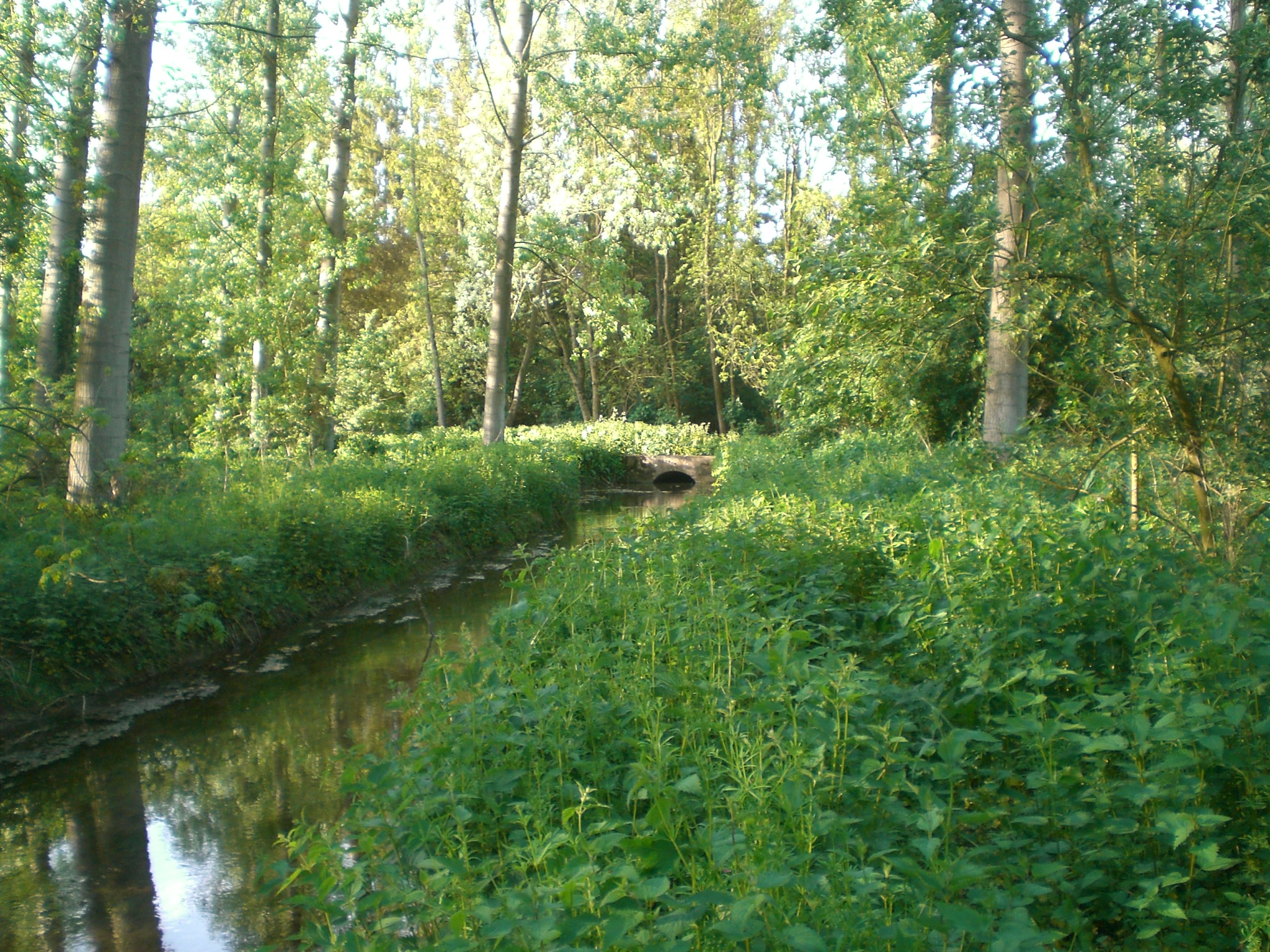
La Germaine à Sancourt en mai 2010.

### Organisme gestionnaire
L'organisme gestionnaire est l'EPTB Somme-AMEVA.

## Affluent
La Germaine n'a pas d'affluent contributeur référencé. 

### Rang de Strahler
Donc son rang de Strahler est de un.

## Hydrologie
Son régime hydrologique est dit pluvial océanique.

## Aménagements et écologie
Le cours de la Germaine est répertorié en tant que Zone naturelle d'intérêt écologique, faunistique et floristique (ZNIEFF) continentale de type 1 sous le numéro : 220 120 044.